# تيلتون (إلينوي)
تيلتون (بالإنجليزية: Tilton)‏ هي منطقة سكنية تقع في الولايات المتحدة في مقاطعة فيرميليون، إلينوي.  يقدر عدد سكانها بـ 3,061 نسمة  وترتفع عن سطح البحر 196 متر.

## الموقع الجغرافي
الموقع الجغرافي للمناطق المحيطة بهذه النقطة هو كالتالي:

## أعلام
- بيرت غراهام